# 깊이 지도
깊이 지도(영어: depth map) 또는 깊이 맵은 3차원 컴퓨터 그래픽스에서 관찰 시점(viewpoint)으로부터 물체 표면과의 거리와 관련된 정보가 담긴 하나의 영상 또는 영상의 한 채널이다.

## 예시

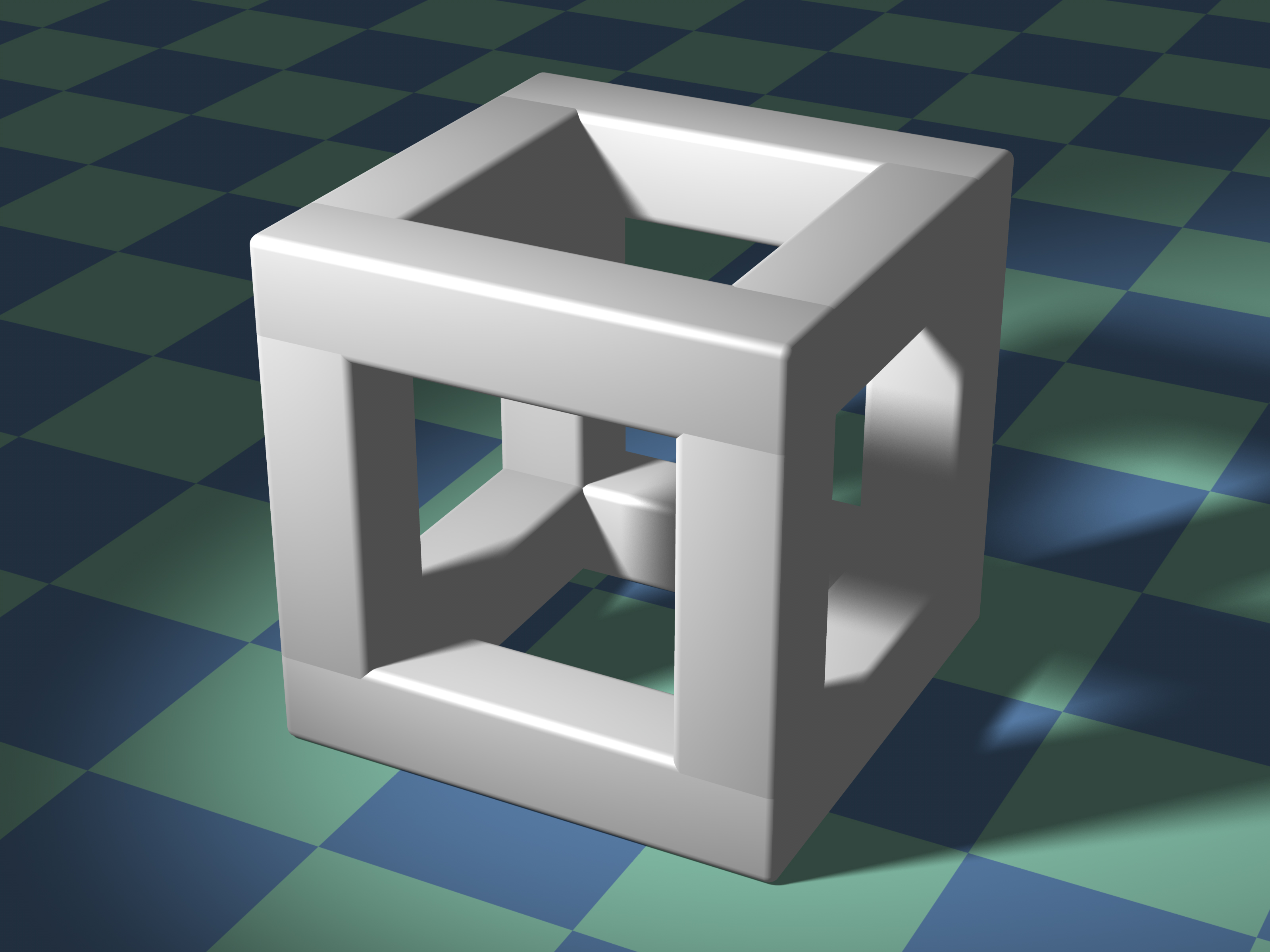
큐빅 구조
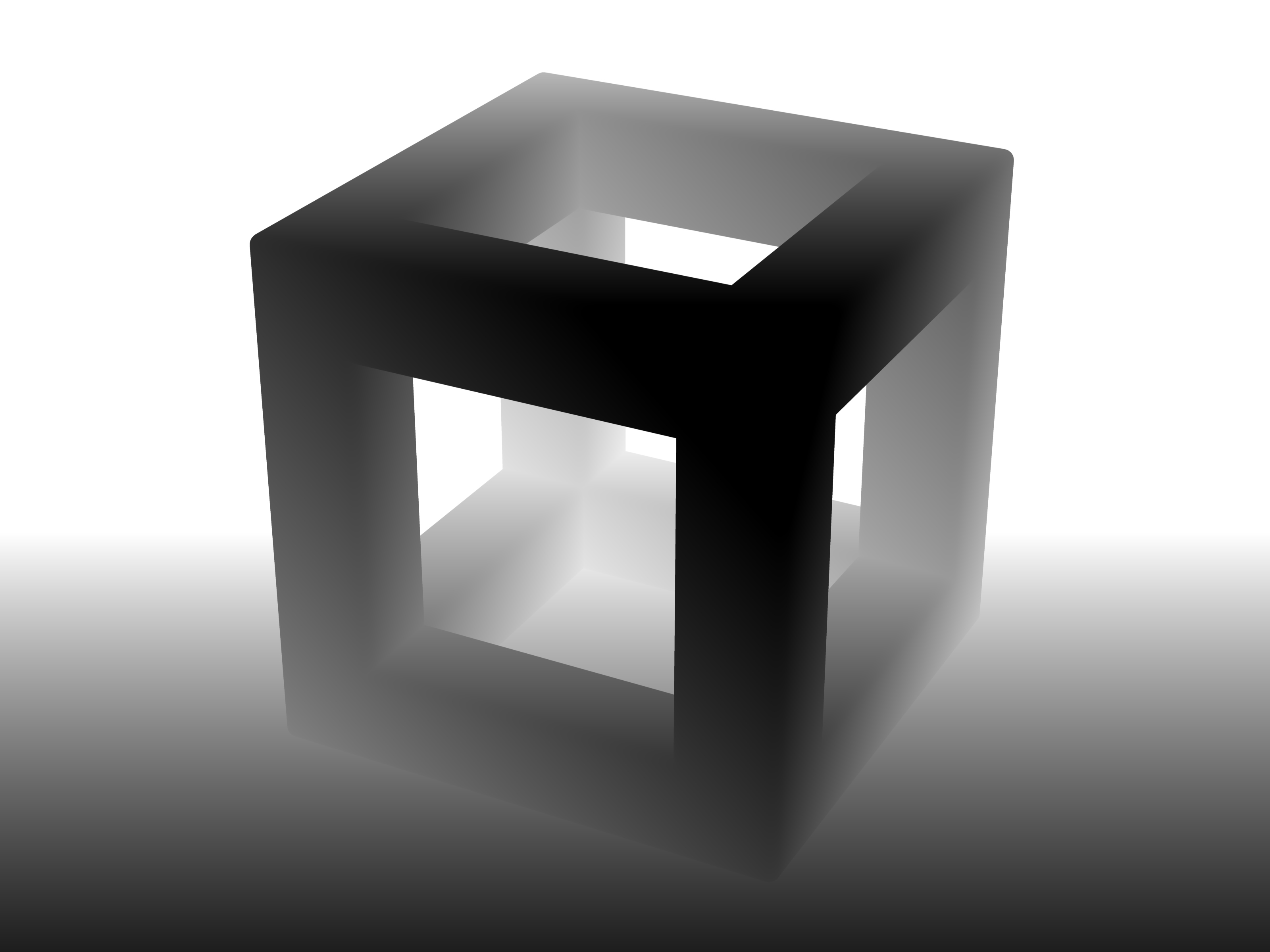
깊이 지도: 더 가까울수록 더 어둡다
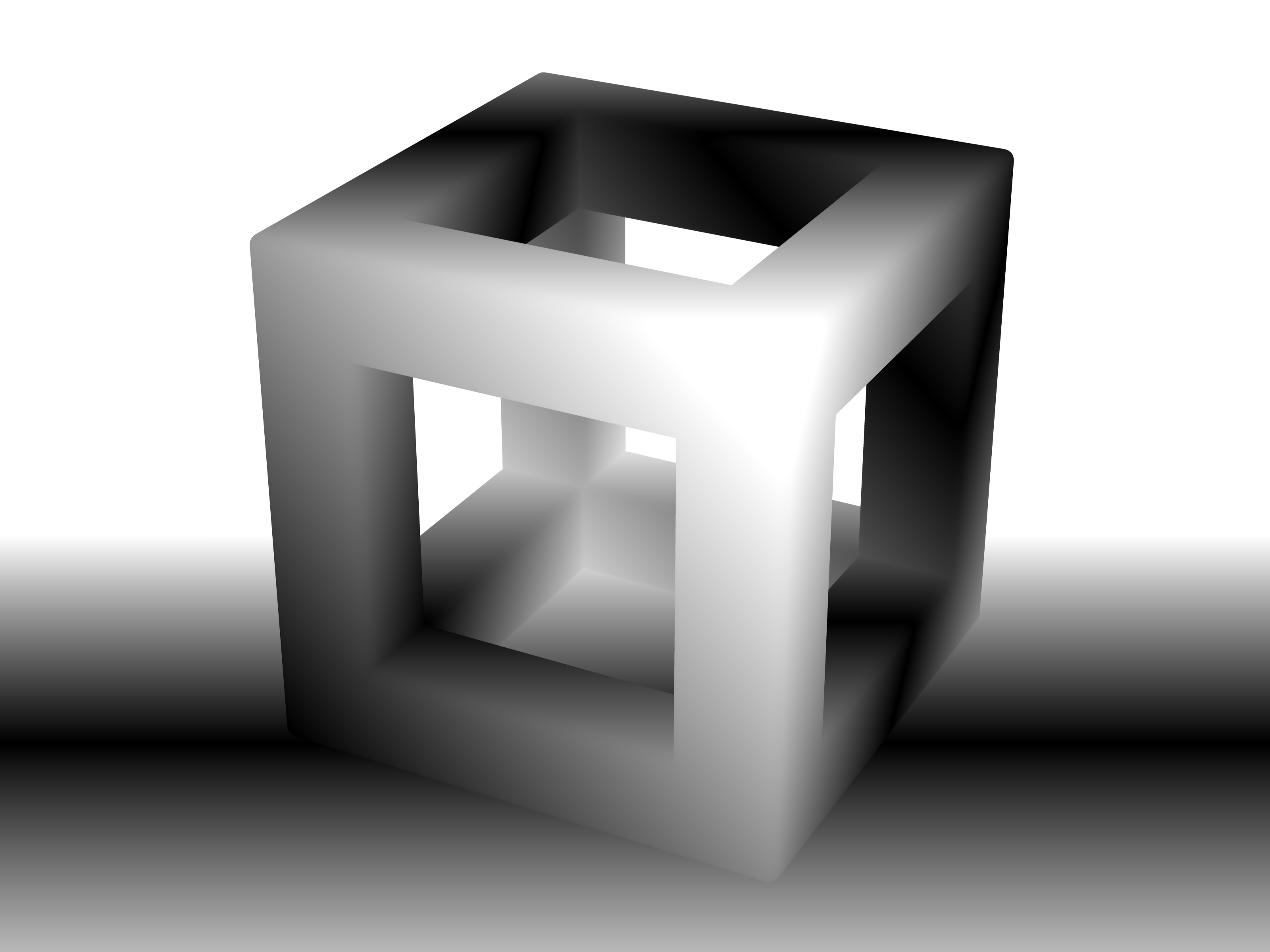
깊이 지도: 더 가까울수록 포컬 플레인(Focal Plane)이 더 어둡다

## 같이 보기
- 화가 알고리즘
- 거리 이미징